# Doxocopa ornata
Doxocopa ornata är en fjärilsart som beskrevs av Charles Oberthür 1914. Doxocopa ornata ingår i släktet Doxocopa och familjen praktfjärilar. Inga underarter finns listade i Catalogue of Life.